# Майкъл О'Нийл
Майкъл О'Нийл (на английски: Michael O'Neill), роден на 5 юли 1969 г. в Портадаун, Северна Ирландия, е бивш северноирландски футболист, полузащитник, и настоящ старши треньор на националния отбор на Северна Ирландия.

## Кариера

### Кариера като футболист
През 20-годишната си кариера като активен футболист, О'Нийл се състезава в 12 различни отбора в Северна Ирландия, Англия, Шотландия и САЩ, записвайки над 400 официални мача.

### Кариера като треньор
Оттегля се от футбола през 2004 г. и започва работа във финансова институция. Година по-късно става помощник-треньор в Каудънбийт.
През април 2006 г. става треньор на втородивизионния Брихин Сити.
През 2009 г. поема Шамрок Роувърс, с който е двукратен шампион на Ирландия.
През 2011 г. е обявен за треньор на националния отбор на Северна Ирландия. Под негово ръководство Северна Ирландия се класира на Евро 2016, където достига до 1/8-финалите.

## Успехи

### Като играч
Гленторан
- Шампион на Северна Ирландия (1): 2002 – 03
- Купа на Северна Ирландия (1): 2002 – 03

 Уигън
- Футболна лига (1): 1999

### Като треньор
Шамрок Роувърс
- Шампион на Ирландия (2): 2010, 2011

 Северна Ирландия
- Европейско първенство (1/8-финал) (1): 2016